# 광양용강초등학교 사곡분교
광양용강초등학교 사곡분교는 대한민국 전라남도 광양시 광양읍에 있었던 공립 초등학교이다.

## 연혁
- 1935년 4월 20일 : 광양공립보통학교 부설 사곡간이학교 설립인가
- 1946년 10월 1일 : 광양남국민학교 사곡분실 설치
- 1963년 3월 6일 : 사곡국민학교 승격
- 1984년 3월 10일 : 병설유치원 개원
- 1996년 3월 1일 : 사곡초등학교로 개칭
- 2007년 3월 1일 : 광양용강초등학교에 통폐합